# Europa primero
Europa primero, también conocido como Alemania primero, fue el elemento clave de la estrategia global acordada entre los Estados Unidos y el Reino Unido durante la Segunda Guerra Mundial. Según esta política, los Estados Unidos y el Reino Unido usarían la preponderancia de sus recursos para someter primeramente a Alemania nazi en Europa. Al mismo tiempo, utilizarían una lucha de contención contra Japón en el Pacífico, utilizando menos recursos. Luego de la derrota de Alemania —considerada como la amenaza más grande para el Reino Unido— todas las fuerzas de los aliados podían ser enfocadas en Japón.
La estrategia «Europa primero» o «Alemania primero» fue acordada por los Estados Mayores de Estados Unidos y de Gran Bretaña en las reuniones secretas que celebraron en Washington —con el nombre clave de ABC-1— entre enero y marzo de 1941, muchos meses antes de que Estados Unidos entrara en la guerra tras el ataque a Pearl Harbor. La base de las discusiones fue el «Plan Dog» presentado en noviembre de 1940 por el almirante Harold R. Stark, jefe de operaciones navales de la Armada de Estados Unidos, en el que se decía que la prioridad para Estados Unidos debía ser derrotar a Alemania incluso si estallaba la guerra con Japón en el Pacífico, ya que consideraba que Gran Bretaña no podría vencer a Alemania sin la presencia en Europa de las fuerzas norteamericanas y si Gran Bretaña era derrotada los Estados Unidos se verían seriamente amenazados pues nada se interpondría ya entre ellos y Alemania.

## Estrategia general
Alemania era la amenaza principal del Reino Unido, especialmente luego de la caída de Francia en 1940, que vio a Alemania rebasar a casi todos los países de Europa Occidental. La invasión de Gran Bretaña que había planeado Alemania, la Operación León Marino, se evitó debido al fracaso nazi en establecer superioridad aérea en la Batalla de Inglaterra. Al mismo tiempo, la guerra con Japón en el este se veía cada vez más posible. Aunque Estados Unidos aún no estaba en guerra ni con Alemania ni con Japón, se reunieron con el Reino Unido en varias ocasiones para formular estrategias conjuntas. En el reporte de la conferencia ABC-1 del 29 de marzo de 1941, los británicos y los estadounidenses acordaron que sus objetivos serían: 1) "La derrota rápida de Alemania como el principal miembro del Eje y el enfoque del esfuerzo militar estadounidense en el área del Atlántico y Europa;" y 2) Una estrategia defensiva en el lejano oriente."
Así fue que los estadounidenses estuvieron de acuerdo con los británicos en la estrategia global de "Europa primero" (o "Alemania primero") en las operaciones militares de la Segunda Guerra Mundial. El Reino Unido temía que, si los Estados Unidos desviaban su atención de Europa hacia el Pacífico (Japón), Hitler podría aplastar tanto a los soviéticos como a los británicos, convirtiendo así a Europa en una fortaleza inexpugnable. El golpe recibido por Estados Unidos en Pearl Harbor el 7 de diciembre de 1941 no provocó un cambio de política por parte de los Estados Unidos. El primer ministro Winston Churchill se dirigió rápidamente a Washington luego del bombardeo de Pearl Harbor para la Conferencia de Arcadia para asegurarse de que los estadounidenses no tuvieran arrepentimientos sobre Europa primero. Los dos países reafirmaron que, "sin importar la entrada de Japón en la Guerra, seguimos considerando que Alemania continúa siendo el enemigo principal, y su derrota es clave para la victoria. Una vez que Alemania sea derrotada, el colapso de Italia y la derrota de Japón deberán venir después".

## Estados Unidos
Cuando Alemania le declaró la guerra a los Estados Unidos el 11 de diciembre de 1941, Estados Unidos se tuvo que enfrentar a la decisión de asignar recursos a dos frentes de guerra diferentes. Por un lado, Japón había atacado en forma directa a Estados Unidos en Pearl Harbor, y la Armada Japonesa amenazaba al territorio estadounidense en una forma en la que Alemania, con una flota de superficie limitada, no estaba en posición de hacer. Por otro lado, Alemania era considerada universalmente como la amenaza más fuerte y peligrosa para los británicos porque los únicos territorios beligerantes no ocupados por Alemania nazi en Europa eran el Reino Unido y la Unión Soviética, y su proximidad geográfica convertía a Alemania en una amenaza mucho mayor para su supervivencia.
Antes del ataque a Pearl Harbor, los planificadores estadounidenses previeron la posibilidad de una guerra con dos frentes. El Jefe de Operaciones Navales, Harold R. Stark fue el autor del memo Plan Perro, el cual proponía concentrarse en obtener la victoria en Europa y mantener una posición defensiva en el Pacífico. Sin embargo, pese a la reafirmación del compromiso con el Reino Unido, la preocupación inmediata de Estados Unidos era Japón. Uno de los Jefes del Estado Mayor Conjunto, George Marshall, dijo más adelante: "entendíamos claramente lo que era mejor hacer en lugar de la necesidad de entablar largas conversaciones... Este entendimiento, el cual no incluía el reconocimiento de Alemania como el enemigo principal y que el esfuerzo más importante debía hacerse inicialmente en Europa, obviamente no se aplicaba a la situación en ese entonces. La necesidad de estar encima de los japoneses era la de mayor importancia". Es por eso que, el adherimiento de los Estados Unidos a la política de Europa Primero fue, en los inicios de la guerra, más para dar apoyo a su aliado británico que una política que haya sido puesta en práctica.

## Oposición
La estrategia de Europa primero no sentó muy bien con algunas de las facciones del ejército estadounidense, creando una división entre el Ejército y la Marina. Mientras que el Almirante de la Flota de la Marina de los Estados Unidos, Ernest King, era un ferviente creyente en la estrategia, contrario las percepciones británicas, su agresión natural no le permitió dejar recursos ociosos en el Atlántico que podían ser utilizados en el Pacífico, especialmente cuando "era dudoso cuando -si es que alguna vez lo hacían- cuando los británicos autoricen una operación al otro lado del Canal". King se quejó una vez que el Pacífico requería un 30% de los recursos aliados pero solo estaba recibiendo el 15%. Pese (o tal vez en parte debido a esto) que no se llevaban bien, la influencia combinada de King y Douglas MacArthur aumentó la asignación de recursos al Pacífico.
El General Hastings Ismay, jefe del estado mayor de Winston Churchill, describió a King de la siguiente manera:
duro como un clavo y rígido como el póquer. Era franco y conflictivo, casi al punto de ser grosero. Al comienzo, era intolerante y se mostraba sospechoso de todas las cosas británicas, especialmente de la Royal Navy; pero era casi igualmente intolerante y desconfiado del Ejército estadounidense. La guerra contra Japón era el problema el cual se había dedicado a estudiar durante casi una vida entera, y resentía la idea de que los recursos estadounidenses sean utilizados para otros fines diferentes a la destrucción de Japón. No confiaba en el poder de convencimiento de Churchill, y se mostraba inquieto de que finalmente convenciera al Presidente Roosevelt a desatender la guerra en el Pacífico.
En la Conferencia de Casablanca, King fue acusado por el Mariscal de Campo Alan Brooke de favorecer la guerra en el Pacífico, y la discusión se puso instensa. El General Joseph Stilwell escribió: "Brooke se puso ofensivo, y King se molestó bastante. King casi trepa encima de la mesa hasta Brooke. Dios, estaba enojado. Hubiese querido que lo golpee."
El pueblo estadounidense favoreció actuar primeramente contra Japón. En una de las pocas encuestas de opinión que se tomaron durante la guerra, en febrero de 1943, 53 por ciento de los estadounidenses indicaron que Japón era el "enemigo principal" comparado con un 34 por ciento que escogió a Alemania. Una encuesta posterior reveló que un 82 por ciento de los estadounidenses creían que los japoneses eran más "crueles de corazón" que los alemanes. Como consecuencia de ello, los estadounidenses asignaron más recursos para derrotar a Japón que en Europa en un principio. En los primeros seis meses que Estados Unidos estuvo en la guerra, el Ejército de Estados Unidos desplegó más de 300.000 soldados en el Pacífico, mientras que menos de 100.000 fueron enviados a Europa. La primera ofensiva importante de los Estados Unidos durante la Segunda Guerra Mundial fue en el Pacífico: Guadalcanal en agosto de 1942. Al mismo tiempo, las fuerzas australianas atacaron y obligaron a los japoneses a retroceder en la campaña del Sendero de Kokoda en Nueva Guinea.
La incapacidad de los dos aliados de montar una invasión de Europa en 1943 le permitieron a los Estados Unidos mantener más fuerzas militares dirigidos contra Japón que contra Alemania. Para finales de 1943 el balance de las fuerzas ni siquiera se había balanceado. Contra Japón, Estados Unidos había movilizado 1.873.023 hombres, 7.857 aviones y 713 buques de guerra. Contra Alemania los totales eran 1.810.367 hombres, 8.807 aviones, y 515 buques de guerra. La prerparación militar de fuerzas estadounidenses para la invasión de Francia marcó un cambio en el balance de los recursos del país norteamericano hacia el frente Europeo e hizo de Europa Primero una realidad. Sin embargo, pese a que la mayoría de los recursos estadounidenses fueron asignados al frente europeo en 1944, EE. UU. aún contaba con suficientes recurso en el Pacífico para montar varias operaciones militares de envergadura ese año: Saipán (junio de 1944); Guam (julio de 1944); Peleliu (septiembre de 1944); y la invasión de Filipinas en Leyte en octubre de 1944.

## Participación británica y de la Mancomunidad en el Pacífico
La política de "Europa primero" tenía implicaciones políticas, ya que limitaba el uso de fuerzas británicas e imperiales en el Pacífico. El gobierno australiano había solicitado a los Estados Unidos ayuda militar en 1942, cuando tuvo que enfrentarse a la posibilidad de una invasión japonesa, y mientras que Australia contribuyó significativamente en la guerra del Pacífico, nunca fue un socio igualitario en la toma de decisiones estratégicas con los Estados Unidos. Aunque el General MacArthur tenía más fuerzas australianas que estadounidenses bajo su mando, se ha dicho que el decretó que todas las victorias australianas sean reportadas como "Victorias aliadas", mientras que las victorias estadounidenses, al contrario, debían ser reportadas como tales. También es generalmente aceptado que, a partir de 1943 en adelante, MacArthur limitó a las divisiones australianas bajo su mando a acciones duras y prácticamente irrelevantes, mientras que reservó las acciones más prestigiosas para las tropas estadounidenses, lo que provocó una profunda antipatía contra MacArthur en Australia.
Se argumentó que la presencia británica sirvió como para contrarrestar la poderosa y creciente presencia de los Estados Unidos en el Pacífico, y que los australianos recibieron con brazos abiertos a la Flota Británica del Pacífico cuando establecieron su base principal en Sídney. El Estado Mayor Conjunto británico obligó a Churchill no solo a re-establecer la presencia británica en la región, sino que también mitigar cualquier percepción de los Estados Unidos de que el Reino Unido no estaba haciendo lo suficiente para ayudar a derrotar a Japón. Sin embargo, el Almirante Ernest King y el General George C. Marshall habían resistido continuamente el llevar a cabo operaciones que hubiesen asistido a la agenda británica de reclamar o mantener una parte de sus posesiones coloniales de antes de la guerra en el Pacífico y el este del Mediterráneo. King se mostró firme en su determinación en mantener las operaciones navales contra Japón un 100% estadounidenses, y se resistió con rabia a la idea de una presencia naval británica en el Pacífico en la Conferencia Quadrant a finales de 1944, indicando (entre otras cosas) la dificultad de suministrar a más fuerzas navales en el frente. En gran parte por la misma razón, el General Henry Arnold se resistió a la oferta de unidades de la RAF en el Pacífico. Roosevelt, sin embargo, ignoró a King y permitió a las fuerzas imperiales británicas desplegarse en el Pacífico.
Pese a las objeciones de King, la Flota Británica del Pacífico se desempeñó en forma satisfactoria en el Pacífico, ya que las cubiertas blindadas de sus portaaviones resistieron bien a los ataques kamikaze japoneses. No obstante, la presencia británica contra Japón fue limitada hasta la última parte de la guerra.

## Análisis
La visión poco crítica de que "Europa primero" dictó la asignación de recursos ha hecho que muchos académicos subestimen el compromiso estadounidense a la guerra en el Pacífico y los recursos requeridos para derrotar a Japón. Por ejemplo, el historiador H.P. Willmott indicó que los Estados Unidos "asignaron un poco más de un cuarto del total de los recursos de guerra en su lucha contra Japón". Este dato es una subestimación. Según estadísticas oficiales de Estados Unidos, el 70 por ciento de la Armada de los Estados Unidos y los Cuerpos de Marines fueron desplegados en el Pacífico. De los 7.3 millones de soldados del ejército y la fuerza aérea que fueron desplegados en el exterior, 2.7 millones o el 37 por ciento, fueron desplegados en el Pacífico.